# Johannes Jørgensen (dokumentarfilm)
Johannes Jørgensen er en dansk dokumentarfilm fra 1949.

## Handling
Optagelser af forfatteren i hjemmet i Assisi. Optagelserne stammer fra Minervas film fra 1946 om Johannes Jørgensen.